# Rari Nantes Imperia
El Rari Nantes Imperia es un club acuático italiano con sede en la ciudad de Imperia.
En el club se practican las actividades de waterpolo (masculino y femenino) y natación.

## Historia
El club fue fundado en 1957 en la ciudad de Imperia. Los colores del equipo son el amarillo y el rojo.
Milita en la serie A1 de la liga italiana de waterpolo masculino.